# Кесарь Вікторія Юріївна
Вікто́рія Ю́ріївна Ке́сарь (11 серпня 1993, Запоріжжя) — українська стрибунка у воду, майстер спорту України міжнародного класу, медалістка чемпіонату Європи, срібна призерка 29-ї Всесвітньої літньої Універсіади, Тайбей-2017. 
Розпочала займатися стрибками у воду у чотирьохрічному віці. До дитсадка Вікторії завітала тренер-викладач зі стрибків у воду Любов Олександрівна Скоріна, де вирішила провести набір у молодшу навчально-спортивну групу.  
Пізніше Вікторія поступила до спортивної школи та між навчальними заняттями відточувала спортивну майстерність у басейні СК «Мотор Січ» вже під керівництвом ЗТУ Ірини Дмитрівни Журавльової. 
З 01 січня 2016 року Вікторія Кесарь є спортсменом-учнем відділення стрибків у воду комунального закладу «Запорізька обласна школа вищої спортивної майстерності» Запорізької обласної ради.

## Спортивні досягнення
На п'ятому чемпіонаті Європи зі стрибків у воду, що відбувався у Києві у 2017 році, здобула дві срібні медалі: у командних змаганнях з Олександром Горшковозовим та у міксті зі Станіславом Оліферчиком на триметровому трампліні. На чемпіонаті Європи з водних видів спорту 2018 у Глазго в тій самій дисципліні вона зі Станіславом Оліферчиком взяла бронзу.. На чемпіонаті Європи 2019 року, що відбувся в Києві, Вікторія Кесарь у дуеті зі Станіславом Оліферчіком здобула золото на 3-метровому трампліні
У 2017 році за результатами 29-ї Всесвітньої літньої Універсіади відзначена подякою Прем’єр-міністра України «За вагомий особистий внесок у забезпечення розвитку фізичної культури і спорту, сумлінну працю та високий професіоналізм».
Брала участь в Іграх літньої Олімпіади в Токіо-2020 в індивідуальних стрибках з 3-метрового трампліну, де посіла 23 місце.

## Результативні показники спортивної кар'єри
- Володарка четвертого місця чемпіонату світу (2015)[7]
- Фіналіст кубку світу на триметровому трампліні (2016)[8]
- Фіналіст чемпіонату Європи, Лондон-2016[9]
- II місце міжнародного турніру Гран-прі, Росток-2017[10]
- Фіналіст чемпіонату світу в mixt трамплін 3 м, Будапешт-2017[11]
- II місце чемпіонату Європи в team event, Київ-2017
- II місце чемпіонату Європи в mixt трамплін 3 м, Київ-2017
- II місце 29 Всесвітньої літньої Універсіади mixt 3 м трамплін, Тайбей-2017[12]
- Фіналіст Кубку світу у синхронних стрибках з 3 м трамплін, Ухань-2018[11]
- III місце чемпіонату Європи mixt трамплін 3 м, Глазго-2018
- Фіналіст чемпіонату Європи Глазго-2018 на триметровому трампліні, трампліні 1 метр, у синхронних стрибках з триметрового трампліна
- I місце чемпіонату Європи mixt трамплін 3 м, Київ-2019
- III місце чемпіонату Європи трамплін 3 м, Київ-2019
- Посіла четверту та п'яту сходинку чемпіонату Європи синхронних стрибках в mixt трамплін 3 м та синхронних стрибках, відповідно, Будапешт-2021
- II місце чемпіонату Європи в team event, Рим-2022
- Багаторазовий чемпіон та призер чемпіонатів та кубків України

## Галерея

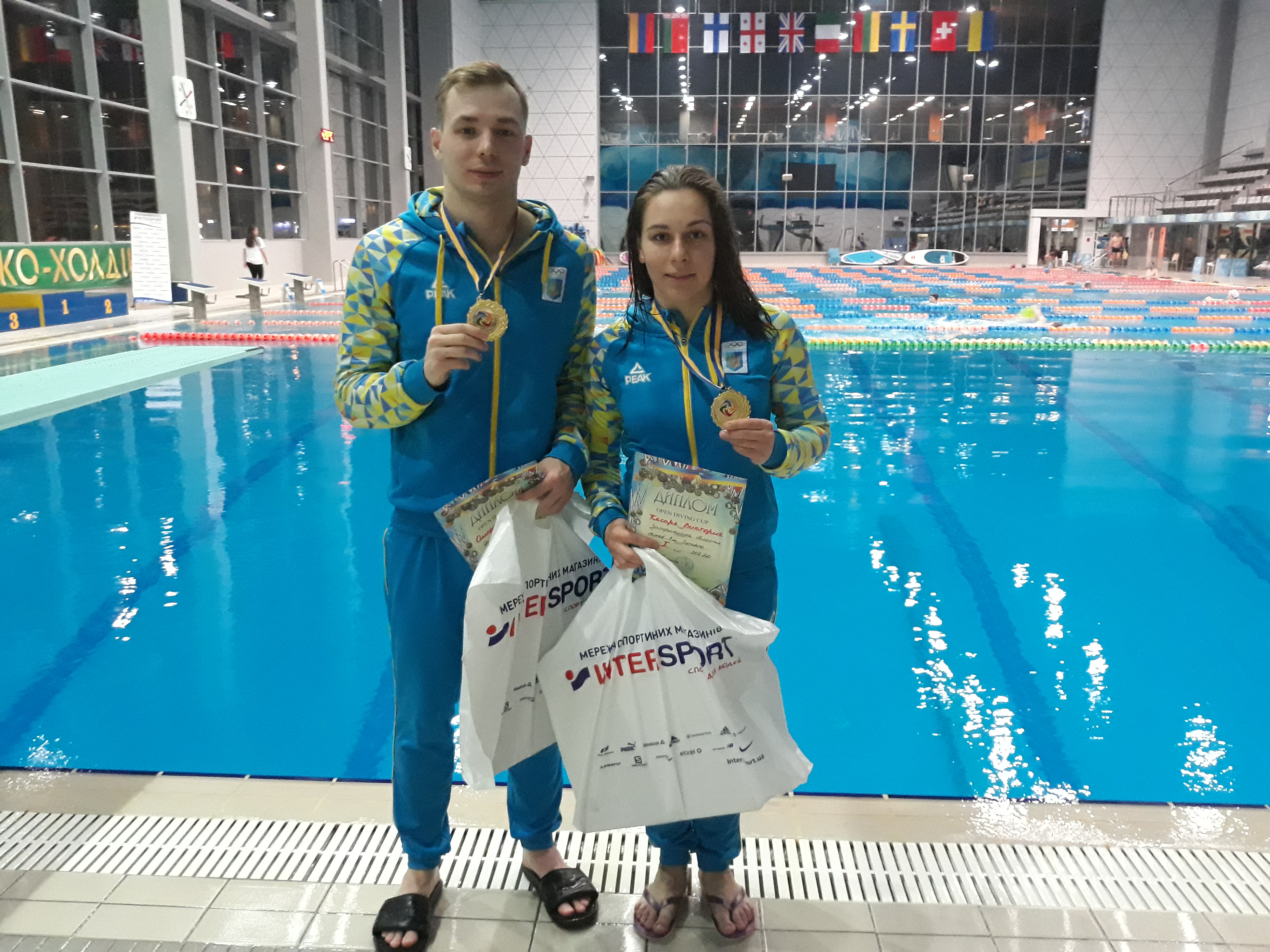
Зі Станіславом Оліферчиком, Чемпіонат Європи зі стрибків у воду 2017, Київ
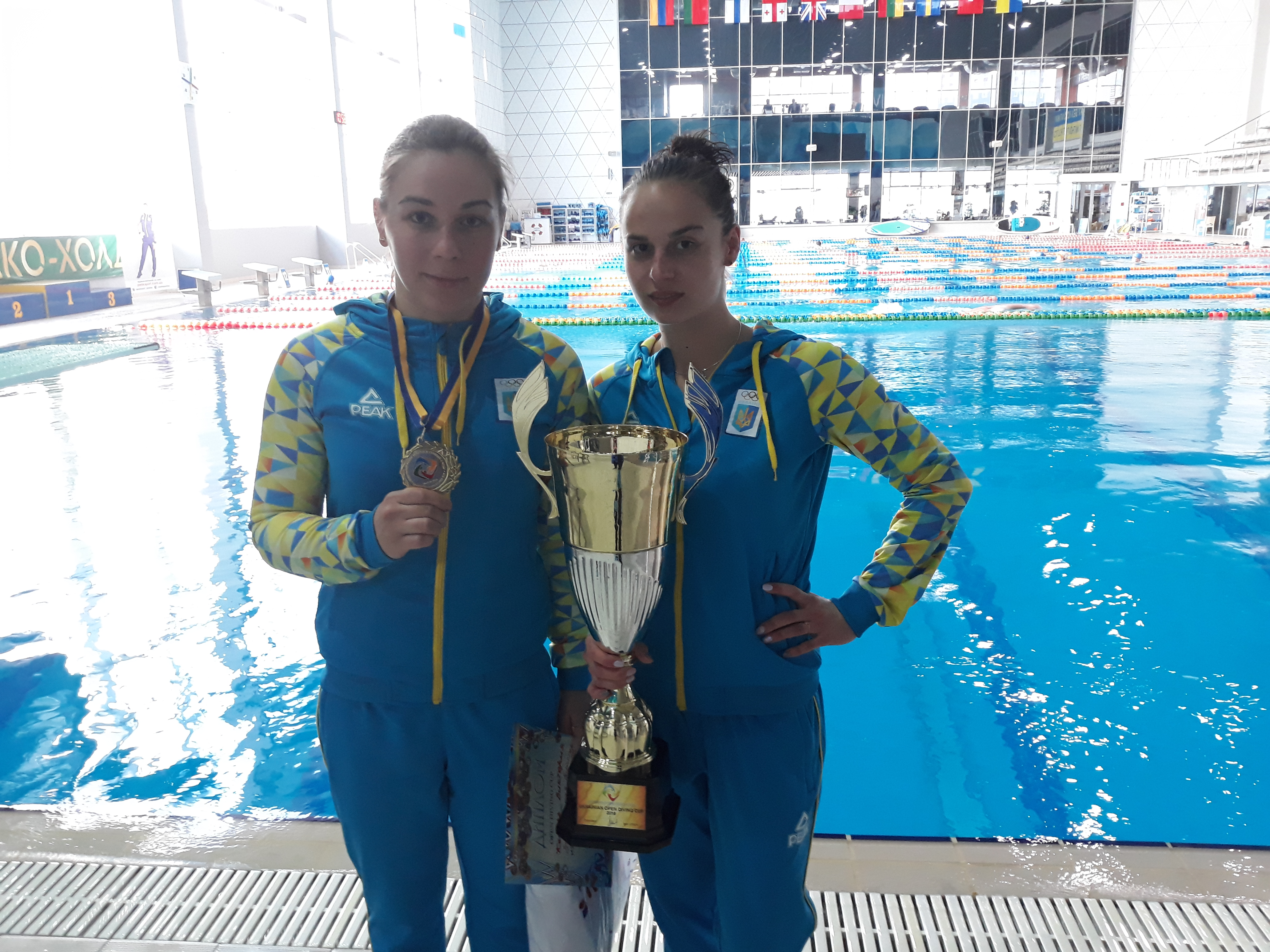
З Ганною Письменською, Чемпіонат Європи зі стрибків у воду 2017, Київ